# Thư viện Khoa học Kỹ thuật Hamgyong Nam
Thư viện Khoa học Kỹ thuật Hamgyong Nam (tiếng Hàn Quốc: 함경남도과학기술도서관) là thư viện công cộng tọa lạc ở Hamhung, tỉnh Hamgyong Nam, Bắc Triều Tiên. Thư viện này chính thức mở cửa vào năm 2018 và đây là thư viện Khoa học Kỹ thuật quy mô lớn đầu tiên bên ngoài thủ đô Bình Nhưỡng.
Theo hình ảnh Google Earth, Thư viện Khoa học Kỹ thuật Hamgyong Nam được xây dựng trên địa điểm của Nhà triển lãm Văn hóa Hamgyong Nam trước đây vào khoảng thời gian từ tháng 2 năm 2016 đến tháng 11 năm 2016. Tòa nhà mới này có vẻ là sự kết hợp giữa phong cách kiến trúc được thấy ở Khu Đô thị mới Ryomyong và Phố Nhà khoa học Mirae, công trình sở hữu hai đặc điểm giống như các nguyên tử hydro cách điệu hoặc các hành tinh có vành đai trên mái nhà, ngoài ra còn có một bức tượng nguyên tử heli ở phía trước tòa nhà.